# 蒙哥馬利城 (密蘇里州)
蒙哥馬利城（英語：Montgomery City）是位於美國密蘇里州蒙哥馬利縣的城市。同時該地也是蒙哥馬利縣的縣治。

## 人口
根據2020年美國人口普查的數據，蒙哥馬利城的面積為8.82平方千米，當中陸地面積為8.74平方千米，而水域面積為0.08平方千米。當地共有人口2811人，而人口密度為每平方千米319人。